# Euseius sibelius
Euseius sibelius är en spindeldjursart som först beskrevs av De Leon 1962.  Euseius sibelius ingår i släktet Euseius och familjen Phytoseiidae. Inga underarter finns listade i Catalogue of Life.